# Totalitarismo
Il totalitarismo è un idealtipo usato da alcuni studiosi politici e storici per spiegare le caratteristiche di alcune dittature nate nel XX secolo, che mobilitarono intere popolazioni nel nome di un'ideologia o di una nazione, accentrando il potere in un unico partito, in un gruppo ristretto, o in una sola persona.
È il termine più usato dagli storici per definire un tipo di dittatura, affermatosi nel XX secolo, al quale possono essere ricondotti il nazismo, il fascismo e lo stalinismo. Uno Stato totalitario è caratterizzato soprattutto dal tentativo di controllare capillarmente la società in tutti gli ambiti di vita, imponendo l'assimilazione di un'ideologia: il partito unico che controlla lo Stato non si limita cioè a imporre delle direttive, ma vuole mutare radicalmente il modo di pensare e di vivere della società stessa; e dalla presenza di un universo concentrazionario per l'eliminazione dei nemici del partito e dello Stato.
Il termine totalitarismo, inoltre, è usato nel linguaggio politico, storico e filosofico per indicare "la dottrina o la prassi dello stato totalitario", cioè di qualsiasi Stato intenda ingerirsi nell'intera vita, anche privata, dei suoi cittadini, al punto da identificarsi in essi o da far identificare essi nello Stato.

## Etimologia
"Totalitarismo" nel suo significato etimologico significa "il sistema tendente alla totalità". Il termine è formato dal latino totus ("intero") e tre suffissi: -itas usato per formare nomi; questo dà totalitas in latino (totalità); suffisso -aris usato per formare aggettivi; dà totalitario; -ismum, un suffisso di formazione tardiva che si riferisce all'idea di appartenenza a un gruppo o a un sistema di pensiero (per designare professioni o opinioni).
In quanto "sistema tendente alla totalità", il totalitarismo può essere tradotto in "sistema politico in cui tutti i poteri sono concentrati in un unico partito politico". Ad esempio, il punto centrale della dottrina fascista è che "lo Stato è un assoluto, davanti al quale individui e gruppi sono il relativo". Ne consegue che "tutto è nello Stato, e nulla di umano o spirituale esiste, e tanto meno ha valore, fuori dello Stato".

## Descrizione

### Definizioni
Storicamente il termine è stato creato per indicare la dottrina politica del fascismo italiano e, successivamente, del nazismo tedesco. Simona Forti attribuisce la primogenitura del termine a Giovanni Amendola, il quale lo usò a partire da un articolo del 1923 sulle pagine del quotidiano Il Mondo. In esse Amendola definì il sistema totalitario come «promessa del dominio assoluto e dello spadroneggiamento completo ed incontrollato nel campo della vita politica ed amministrativa».
Su La Rivoluzione Liberale, nel 1924, Don Luigi Sturzo commentò la «nuova concezione di stato-partito» come causa di una «trasformazione totalitaria di ogni e qualsiasi forza morale, culturale, politica e religiosa», mentre Lelio Basso ebbe a dire che «il totalitarismo fascista ha posto tutti i suoi principi: soppressione di ogni contrasto per il bene superiore della Nazione identificata con lo Stato, il quale si identifica a sua volta con gli uomini che detengono il potere». Giovanni Gentile menzionò il totalitarismo nella voce "Fascismo (dottrina del)" che scrisse per l'Enciclopedia Italiana ed in cui affermò che « [...] per il fascista tutto è nello Stato e nulla di umano e spirituale esiste e tantomeno ha valore fuori dallo Stato. In tal senso il fascismo è totalitario...».
In filosofia il totalitarismo ha avuto molti teorici (vd. Hannah Arendt), ma anche altrettanti critici (ad es. Losurdo). In senso generale può essere usato anche in altri campi per indicare qualsiasi dottrina e prassi politica di stampo assolutistico; e per analogia viene usato più in generale anche per indicare qualunque comportamento e atteggiamento repressivo nei confronti delle libertà dell'individuo. 

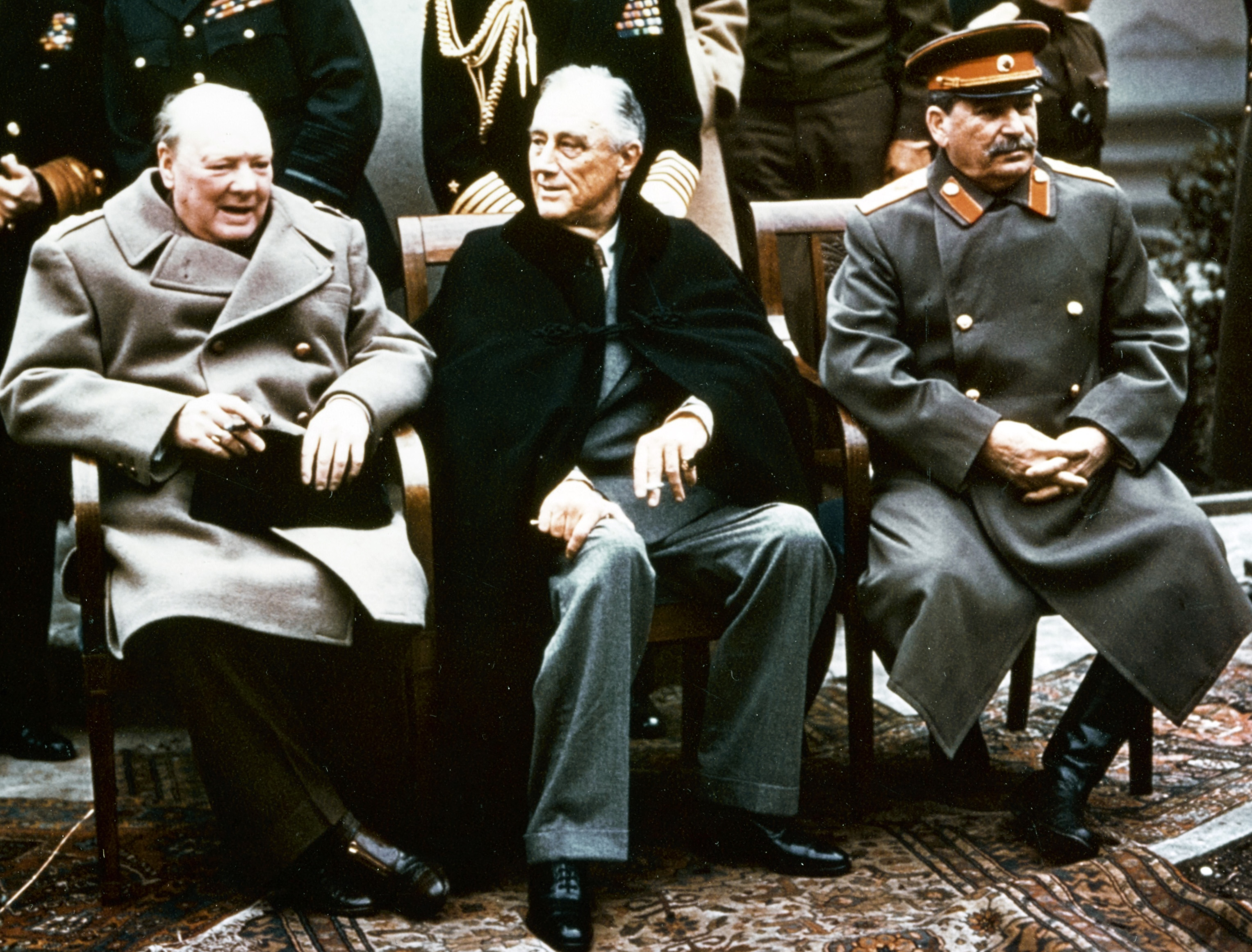
Iosif Stalin a Jalta nel 1945; alla sua destra Churchill e Roosevelt.

Secondo alcuni - come ad esempio Sergio Romano - «il totalitarismo» può essere considerato «uno dei tratti caratteristici della storia del Novecento»; tanto da poter contraddistinguere il periodo storico che va dal 1917 (Rivoluzione d'ottobre) al 1989 (crollo del muro di Berlino) come età dei totalitarismi.
Inoltre alcuni filosofi della Scuola di Francoforte (Adorno, Horkheimer, Marcuse) hanno definito totalitario lo stesso sistema capitalistico vigente nelle principali democrazie occidentali; esso rappresenta, infatti, secondo gli autori, un sistema economico sociale che utilizza la cultura di massa (non la cultura prodotta dalle masse, bensì quella prodotta dai mezzi di comunicazione di massa) e l'industria culturale per massificare gli individui e controllarli psicologicamente e politicamente in ogni momento e aspetto della loro vita e del loro pensiero. «L'industria culturale», scrivono Horkheimer e Adorno, «è uno degli aspetti più caratteristici e vistosi dell'odierna società tecnologica; essa è il più subdolo strumento di manipolazione delle coscienze impiegate dal sistema per conservare sé stesso e tenere sottomessi gli individui». Perciò, se l'800 è passato alla storia come il secolo delle rivoluzioni, il '900 passerà come il secolo dei totalitarismi. Si definisce totalitario un sistema sociale in cui il potere politico o economico pervade ogni ambito della società soffocandone l'autonomia.
Vi sono però alcuni studiosi che non concordano con l’interpretazione contemporaneistica del fenomeno totalitario, ritenendo di dover retrodatare la sua genesi rispetto al XX secolo. Parlando di democrazia totalitaria in riferimento alla dottrina rousseauiana della titolarità e dell’esercizio del potere, Jacob Talmon lascia intendere chiaramente che l’origine del totalitarismo si collochi nella fase dell’Illuminismo. Allo stesso modo, Erich von Kahler fa risalire certi moventi del Terzo reich al regno di Federico Guglielmo I di Prussia, fondatore di uno Stato rigorosamente marziale e sistematizzato in cui persino «i particolari più minuti della vita dei cittadini erano regolati e disciplinati: religione, rapporti sociali, spese». Anche George Mosse (nel suo celebre saggio La nazionalizzazione delle masse) manifesta la convinzione che i prodromi del totalitarismo nazista siano antecedenti di almeno un secolo all’avvento del Partito Nazionalsocialista, rintracciandone tendenze e nuclei tematici nel Romanticismo e nelle spinte unitariste che porteranno alla nascita dell’Impero tedesco. Secondo Eric Voegelin, inoltre, il totalitarismo non sarebbe altro che la manifestazione politica di un atteggiamento spirituale – in un suo scritto parlerà appunto di «religioni politiche» –, identificabile nel dualismo gnostico.
Indipendentemente dalla singolarità delle argomentazioni addotte, questi e altri autori concordano sul fatto che lo spirito del totalitarismo – sia esso nato nei primi secoli dell’era cristiana o in età moderna, fra il XVIII e il XIX secolo – non si configuri come una prerogativa del Novecento e della società di massa.

### Definizione alternativa di John Keegan
Una spiegazione alternativa del totalitarismo è stata data da John Keegan nel suo volume La grande storia della guerra. Secondo questa visione è impossibile definire il totalitarismo senza capire come è nato il reggimento.
"La descrizione di John Keegan è tanto accurata quanto definita: non tralascia il minimo dettaglio riguardante un tema che, a sua volta, fa la stessa cosa. Dopo un'attenta analisi effettuata con Matteo Nocchi e Vittorio Fossombroni, possiamo valutarla come uno dei migliori testi esplicativi del periodo."
Agli albori dell'era moderna, al momento cioè dell'affermazione degli stati nazionali, i monarchi assoluti liquidavano le strutture feudali della società. Lo scopo era quello di prendere un controllo diretto del territorio da parte del sovrano, controllo che il feudalesimo rendeva prettamente formale (è noto, infatti, che il re di Francia in epoca medievale al massimo controllava Parigi). I castelli venivano abbattuti e i nobili forzatamente inurbati nelle capitali. I sovrani si trovarono nella duplice necessità di dare loro un ruolo e di sfruttarne le capacità militari: nacquero così i reggimenti, dove i soldati venivano inquadrati da ufficiali superiori, di provenienza nobiliare.
Dalla rivoluzione francese in poi gli eserciti si erano enormemente ampliati con la coscrizione generale ed obbligatoria: l'apice fu toccato durante la prima guerra mondiale, che vide la necessità di una vera e propria militarizzazione delle società civili (la cosiddetta "economia di guerra").
In quest'ottica, è possibile definire il totalitarismo come quel processo che punta alla totale sorveglianza dell'intera società. I cittadini diventano dei soldati, con la libertà limitata di cui godono i soldati. Il loro compito è quello di servire la nazione potenzialmente in lotta contro i nemici interni ed esterni.
Questo tipo di organizzazione della società fu sperimentato per la prima volta in Unione Sovietica da Lenin e poi radicalizzato da Stalin. Mussolini e Hitler ne copiarono le caratteristiche, adattando i loro totalitarismi alle esigenze dei propri movimenti. D'altra parte lo stesso Hitler, nel "Mein Kampf" afferma ripetutamente che il Partito Nazionalsocialista Tedesco dei Lavoratori deve darsi una disciplina simile a quella dei movimenti comunisti.

### Caratteristiche e differenze con l'autoritarismo
In una dittatura totalitaria lo Stato controlla quasi ogni aspetto della vita di un individuo, soprattutto attraverso un uso massiccio della propaganda, che cerca di plagiare le menti di tutti i cittadini con una ideologia di Stato. Un ruolo fondamentale in tal senso è svolto dalla scuola e dai mass media. Il partito unico totalitario controlla tutti i gangli della vita politica e sociale, infatti i governi totalitari non accettano le attività di individui o gruppi che non siano indirizzate al "bene" dello Stato, mentre negli autoritarismi è presente un limitato pluralismo socio-culturale.
Gianni Oliva, indicando in Hannah Arendt, Raymond Aron, Carl Friedrich e Zbigniew Brzezinski alcuni dei maggiori apporti allo studio del totalitarismo, delinea cinque punti in presenza dei quali - secondo ciò che dichiara registrare un sostanziale consenso - si può affermare di essere dinanzi a questo genere di modello:
1. Concentrazione del potere in capo ad un'oligarchia inamovibile e politicamente irresponsabile.[16]
2. Imposizione di una ideologia ufficiale.
3. Presenza di un partito unico di massa.
4. Controllo delle forze operanti nello Stato (polizia) ed uso del terrore.
5. Completo controllo della comunicazione e dell'informazione.

Per Oliva il totalitarismo «distrugge ogni confine fra Stato e Società».
Un'altra differenza con lo Stato autoritario è che quest'ultimo ha limiti prevedibili all'esercizio del potere, cioè è possibile non incorrere nella persecuzione dello Stato se si seguono date regole di condotta; nello Stato totalitario invece i limiti all'esercizio del potere sono mal definiti, incerti, si rischia di essere arrestati dalla polizia segreta, comunque presente anche negli autoritarismi, e venire puniti, attraverso un processo sommario o con il carcere o con la morte.
Una delle caratteristiche invece che accomunano il totalitarismo e l'autoritarismo è che spesso vengono create artatamente minacce interne ed esterne per consolidarne il potere attraverso la paura, come è stato fatto in Germania, additando gli ebrei come responsabili di molti mali che avevano afflitto o affiggevano la nazione.
Secondo altri studiosi come Santomassimo, il fascismo italiano «si differenziava nettamente da una pura e semplice dittatura autoritaria di tipo ottocentesco che si limitasse a impedire l'espressione delle opposizioni. Non cercava solo l'obbedienza passiva, ma una mobilitazione attiva, che venne organizzata dall'alto. [...] accettando il dato di fatto della partecipazione delle masse popolari alla vita della nazione, ma inquadrandone le forme subalterne di partecipazione in maniera capillare e cercando da esse un consenso attivo alla politica della dittatura».
Anche Renzo De Felice è sulla stessa linea, quando nel 1983 scrive «Per non parlare delle dittature militari di questi ultimi due decenni in Grecia, Cile, Argentina, che pure tanto spesso sono state e vengono definite fasciste. Oggi, in sede scientifica, pressoché nessuno ha più dubbi sul fatto che tali regimi non debbano essere annoverati tra quelli fascisti, ma considerati classici regimi conservatori e autoritari».
In antitesi rispetto a De Felice, si colloca invece Enzo Collotti che invita alla cautela nell'identificare i fascismi con la teoria del totalitarismo.
Descrizione secondo Vittorio Fossombroni, Matteo Nocchi e Francesco Amodei
Nel cuore del totalitarismo si cela un paradosso tanto oscuro quanto affascinante: l'individuo, privato della propria autonomia, trova talora conforto nel giogo del controllo assoluto. In tale forma di potere, che George Orwell magistralmente rappresentò in 1984, il dominio non si limita all’ambito politico o economico, ma si estende ai recessi più intimi del pensiero umano. Il "Grande Fratello", emblema supremo di sorveglianza onnipervasiva, non è soltanto temuto, ma anche – e forse più inquietantemente – amato. La perpetua vigilanza, invece di suscitare esclusivamente angoscia, instilla nel suddito una perversa forma di fiducia: la certezza che ogni azione sia diretta, ogni dubbio dissipato, ogni scelta compiuta per lui. È la quiete nell’eterna sorveglianza, la pace nella rinuncia alla libertà. Così, il cittadino totalitario non è solo schiavo: è devoto.

## Il totalitarismo nella storia
(Roberto Forges Davanzati, discorso all'Istituto di Cultura di Firenze, 1926)
Fra gli statisti direttamente interessati, Benito Mussolini usò per primo il termine per definire la propria dittatura, Lev Trotsky lo usava per indicare sia il fascismo che lo stalinismo come "fenomeni simmetrici" nel suo libro del 1936 La rivoluzione tradita. Hannah Arendt rese popolare il termine "totalitarismo" nel suo libro del 1951 Le origini del totalitarismo, in cui si esponevano le similitudini e le differenze esistenti tra la Germania nazista e l'Unione Sovietica stalinista.
Durante la guerra fredda il termine divenne molto popolare come modo di screditare l'Unione Sovietica e di tracciare una linea di continuità tra la lotta per la libertà della seconda guerra mondiale e la lotta contro il comunismo della guerra fredda. Per questo divenne di uso comune negli Stati Uniti e anche altrove, specialmente nella NATO, e fu usato per definire ogni governo nazionalista, imperialista, fascista o stalinista. Questo significato è rimasto molto comune anche oggi.
Pur tuttavia alcuni regimi fascisti, come la Spagna di Francisco Franco o l'Italia di Mussolini, sono considerati dagli storici odierni (su ispirazione dei lavori di Hannah Arendt) autoritarismi e non totalitarismi. In particolare il fascismo italiano sarebbe da considerare un totalitarismo imperfetto o incompiuto poiché da una parte non identificò mai pienamente il partito con lo Stato, e dall'altra fu limitato dal potere esercitato dalla monarchia e dalla Chiesa.

### Totalitarismo nazionalsocialista e stalinista
Il totalitarismo nella Germania nazista ebbe un carattere di pervasività ed efficacia tali da costituire, secondo alcuni studiosi, l'idealtipo di trasformazione totale della realtà sociale tedesca.
Il totalitarismo nazista, alla cui base stavano la ripresa dell'economia e il riscatto della Germania dalle umiliazioni e frustrazioni imposte dalla pace di Versailles, raggiunse una intensità e dei risultati così importanti da imporsi come esempio portante nella costruzione dello stato totalitario.
L'uso della categoria di totalitarismo per accomunare il nazismo e il socialismo reale degli stati socialisti condotti da un partito comunista è controversa, anche per aver dato luogo ad alcune tesi revisioniste sulla genesi di entrambi.
Questo paragone infatti si fa con governi presieduti da un partito unico e dittatoriale (come in URSS e Cina), e non con governi comunisti in una democrazia (come nel Nicaragua sandinista). Per questo alcuni preferiscono parlare di stalinismo o socialismo reale per sottolineare una differenza con la più articolata ideologia comunista. Altri invece, soprattutto da parte liberale, non distinguono fra diversi tipi di comunismo, bensì fra comunismo al potere (accomunando URSS e suoi paesi satelliti con altre realtà) e comunismo che non è mai riuscito a entrare in una coalizione governativa.
Una corrente minoritaria del movimento comunista internazionale, all'epoca di Stalin ma anche nei prodromi, contestava la supremazia del dittatore, ad esempio tramite i movimenti anarco-comunisti e quarta internazionalisti quindi di ispirazione trotzkista, mentre molti partiti comunisti di stampo strettamente stalinista e legati in qualche modo ideologicamente o politicamente all'Unione Sovietica erano più accomodanti riguardo alle politiche totalitarie del sistema sovietico, o semplicemente ignari delle stesse; tuttavia aree di partiti comunisti occidentali o partiti in toto come il Partito Comunista della Cecoslovacchia di Alexander Dubček, artefice del "socialismo dal volto umano" e della Primavera di Praga, e il Partito dei Lavoratori Ungheresi all'epoca della rivolta d'Ungheria, avversarono pratiche e teorie staliniste.
Entrambi i regimi, nazista e stalinista, si basavano su un partito unico fortemente legato, centralizzato e guidato da un capo carismatico, con ampio ricorso al terrore e alla propaganda così come alla polizia politica. Le due ideologie per questi aspetti paragonabili, hanno storicamente tratto vantaggio l'una dall'altra, indicando reciprocamente nell'altro il massimo avversario ideologico.

### Il nemico: potente forza di compattezza dei regimi
Il nazismo indicava all'esterno (verso i popoli slavi) e all'interno (gli ebrei in primo luogo, e i Rom) il proprio nemico, mentre lo stalinismo vedeva il nemico all'interno e lo combatteva dentro i propri confini (ad esempio nello sterminio dei kulaki). Se queste premesse fossero vere, ne deriverebbe una differente natura del consenso nei due regimi: "spontaneo" quello al nazismo da parte dei tedeschi, imposto e formale quello dei russi del dopo Lenin, nei confronti del partito comunista, perlomeno fino alla vittoria nella seconda guerra mondiale, sebbene il nazionalsocialismo non avesse goduto sin dall'inizio di un monolitico consenso pubblico e avesse dovuto eliminare con la violenza gli avversari politici, democratici, liberali, comunisti, dagli eredi dello spartachismo alla Rosa Bianca.